# Депо Гостіварж (станція метро)
50°04′32″ пн. ш. 14°30′56″ сх. д. / 50.07556° пн. ш. 14.51556° сх. д.
Депо Гостивар (чеськ. Depo Hostivař) — кінцева станція Празького метрополітену. Розташована за станцією «Скалка».
Станція була відкрита 26 травня 2006 року у складі пускової дільниці лінії A «Скалка» — «Депо Гостивар». Розташована на території однойменного депо і займає кілька його осередків.
Поруч зі станцією є парковка і автовокзал.
Оборот поїздів здійснюється через перехресний з'їзд перед станцією. Потяги прибувають на колію, з якої і відправляються назад.